# Aaron Philip
Pour les articles homonymes, voir Philip.
Aaron Philip, née le 15 mars 2001 à Antigua-et-Barbuda, est une mannequin antiguayo-américain en contrat avec Elite Model Management. Elle rencontre le succès grâce à sa présence sur Twitter et Instagram en tant que mannequin noire, transgenre et handicapée. Elle a notamment posé pour Paper Magazine et ASOS.com,,,,,,. Elle est née avec une paralysie cérébrale.

## Vie Privée
Aaron Philip née à Antigua-et-Barbuda en 2001. sa paralysie cérébrale est diagnostiquée lorsqu'elle est un bébé. à 3 ans, sa mère et elle déménage à New-York pour qu'elle puisse accéder à de meilleurs soins. Les problèmes financiers la font vivre pendant 2 ans dans un centre pour sans abris,.

## Carrière
A 13 ans, elle écrit son autobiographie This Kid Can Fly!. En 2015, elle se sert de sa notoriété sur Twitter pour dénoncer les photos de Kylie Jenner en fauteuil roulant. 
En 2018, H&M la recrute comme modèle pour une collections de vêtement pour le mois des fiertés.
Sa signature chez Elite Model Management en juillet 2018, est annoncée publiquement le 1er septembre 2018. Elle devient alors la première mannequin transgenre noire et handicapée de l'agence Elite. Avant sa signature, Aaron Philip participe à des séances photos, y compris pour des détaillants de mode en ligne.
En juillet 2019, Elle participe au clip de Mother's Daughter de Miley Cyrus.
en 2020, elle pose pour la collection Automne/Hiver de Moschino.